# Nécropole nationale de Floing
 (avril 2015).
La  nécropole nationale de Floing, située à Floing, dans la banlieue de Sedan est une nécropole nationale accueillant des soldats tombés lors de la Seconde Guerre mondiale principalement lors de la Percée de Sedan.

## Description
Le cimetière militaire d'une emprise de 1,9 ha  abrite 1 952 tombes, qui se répartissent en 1 950 tombes françaises et deux hollandaises.
De 1961 à 1964 ont été inhumées ici des corps exhumés d'autres lieux des Ardennes.

## Galerie de photographies

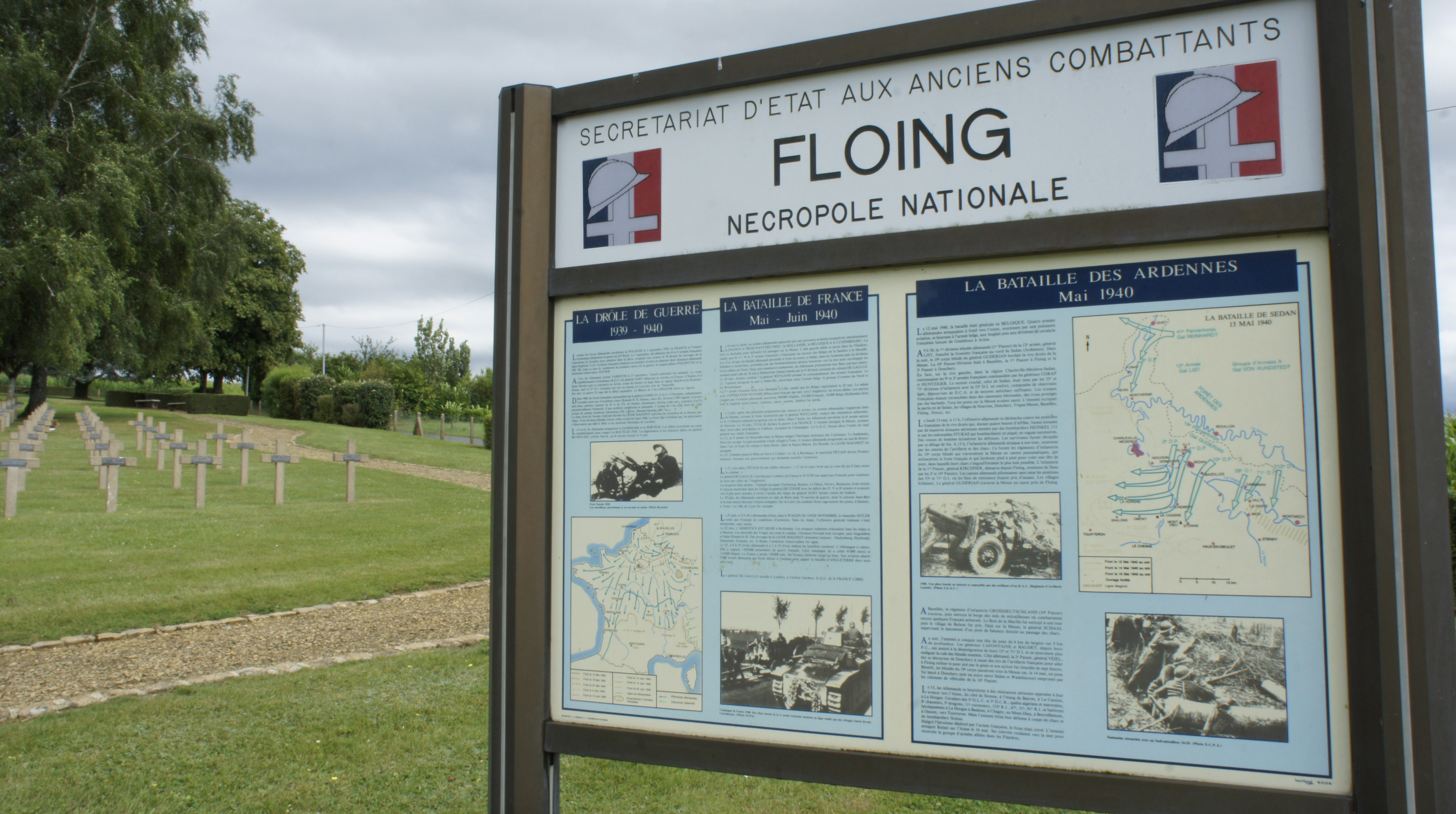
le panneau explicatif.
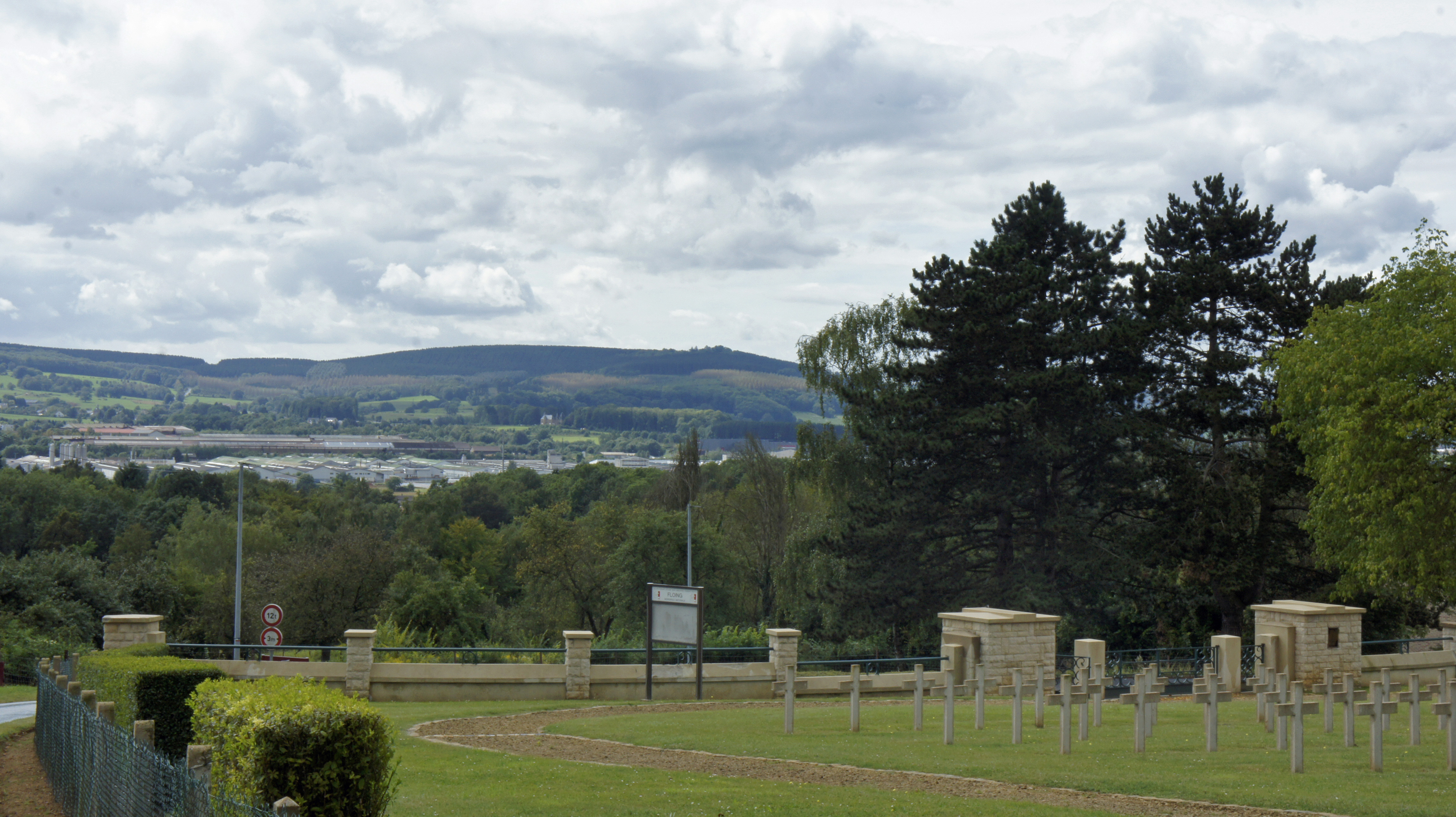
Vue vers Sedan depuis la Nécropole nationale.
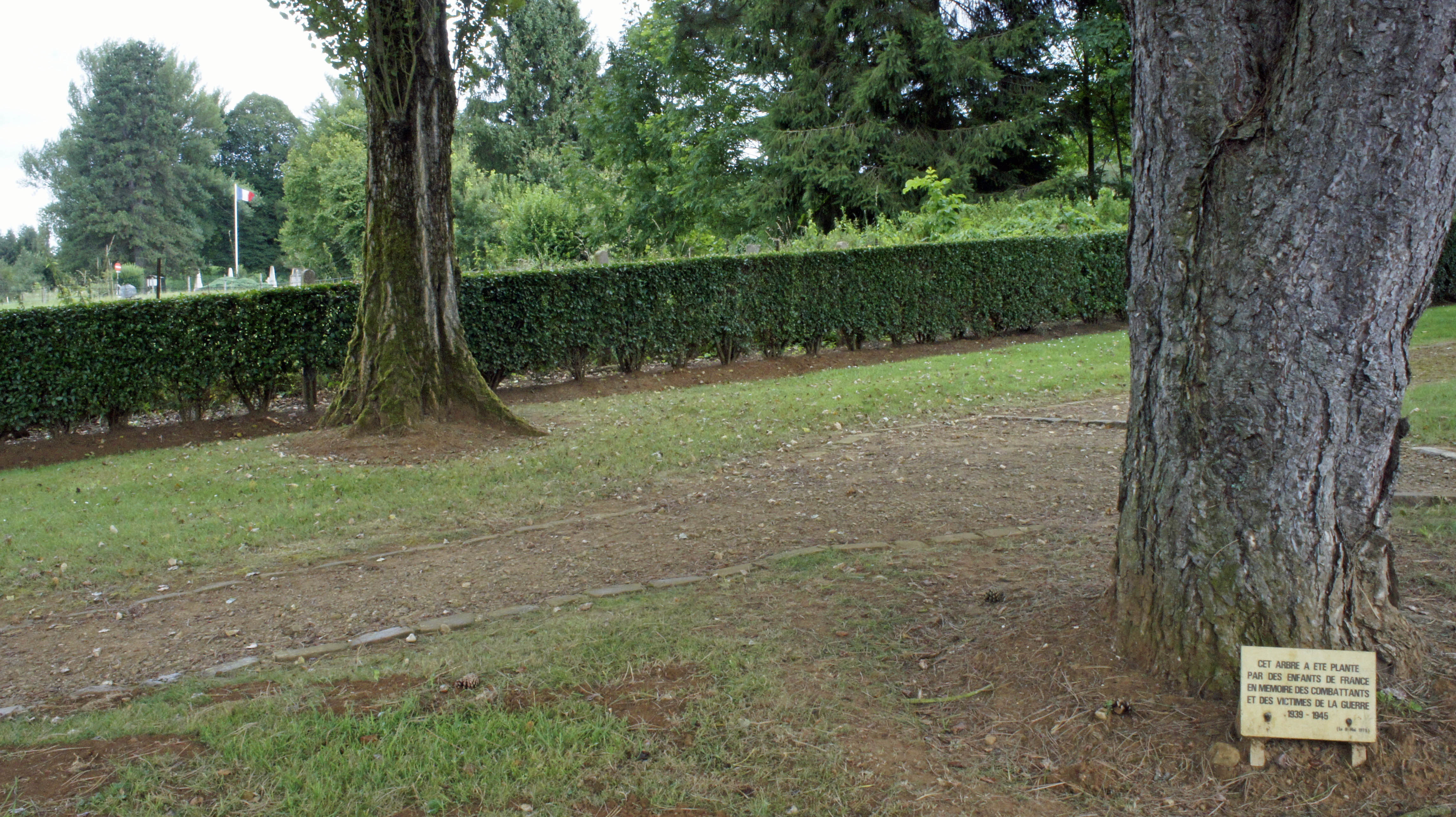
L'arbre de la jeunesse et en fond le mémorial des Chasseurs d'Afrique.